# Nuphar polysepalum
Nuphar polysepalum är en näckrosväxtart som beskrevs av Georg George Engelmann. Nuphar polysepalum ingår i släktet gula näckrosor, och familjen näckrosväxter. Inga underarter finns listade i Catalogue of Life.